# ヘンリー・ローリンソン (初代準男爵)
初代準男爵サー・ヘンリー・クレズウィック・ローリンソン少将（Maj.-Gen. Sir Henry Creswicke Rawlinson, 1st Baronet GCB、1810年4月5日 - 1895年3月5日）は、イギリス東インド会社の陸軍士官、政治家、東洋学（オリエント学）研究者で、「アッシリア学の父」と称されることもある。ローリンソンは、南アジアに対するロシアの野心を、イギリスは牽制すべきだという議論を展開した最も重要な論客たちのひとりであった。

## 生い立ち
ローリンソンは、オックスフォードシャー州チャドリントンで、歴史家ジョージ・ローリンソンの兄エイブラム・ティアック・ローリンソン (Abram Tyack Rawlinson) の次男として生まれた。

## 軍歴
1827年、既にペルシア語を習得していたローリンソンは、シャーの軍隊を訓練し、再編するため、他のイギリス人士官たちとともにガージャール朝下のペルシアへ赴いた。このイギリス人士官たちの派遣は、ペルシア宮廷とイギリス政府の間の対立を終わらせるものであった。
ローリンソンはペルシア碑文の研究を始め、特に、その当時まだ解読されていなかった楔形文字を研究した。ローリンソンは、イラン西部ケルマーンシャー近郊のベヒストゥン碑文の近傍に、2年間留まった。ローリンソンは、大王ダレイオス1世が、紀元前522年夏のペルシア皇帝としての即位から、紀元前486年に没するまでの間のいずれかの時点で刻ませた、古代ペルシア語 (Old Persian)、エラム語、バビロニア語（後期のアッカド語）の3言語で刻まれた文章のうち、古代ペルシア語の部分を転記しはじめた。
1840年、少佐だったローリンソンは、王立地理学会からペルシアにおける調査に対して金メダル（パトロンズ・メダル）を受賞した。

## 南西アジア
1840年、ローリンソンはカンダハールの政務官に任じられた。彼はこの職に3年留まり、第一次アフガン戦争（1839年 - 1842年）の展開の中で、政治工作においても、また戦闘における勇猛さにおいても多くの功績を上げ、1844年にはバス勲章コンパニオンを受章した。
偶然の成り行きから、ローリンソンはインド総督の個人的知遇を得、オスマン帝国支配下のアラビアに赴く政務官に任命された。こうしてバグダードに定着したローリンソンは、楔形文字の研究に没頭した。当時のローリンソンは、相当の困難や、個人的リスクを伴ってではあったが、ベヒストゥン碑文の完全な転写を作成できるようになっており、内容の解読にも成功していた。サー・オースティン・ヘンリー・レヤードとともにニネヴェの遺跡を訪問するなど、様々な探検家たちへの聞き取りによって得られた豊富な地理的知識に加え、碑文について計り知れない価値をもつ資料を収集し、ローリンソンは1849年に休暇をとってイングランドに帰国した。
1850年6月、ローリンソンは「古代ペルシア語、バビロニア語、アッシリア語の楔形文字によって刻まれた碑文の解読の鍵の発見者。メソポタミアおよび中央アジアの文献学、古物学 (antiquities)、地理学における多数の論文の著者」として王立協会フェローに選出された。
ローリンソンは、そのままイギリス国内に2年間留まり、1851年にベヒストゥン碑文に関する回顧録を出版し、中佐に昇進した。ローリンソンは、バビロニア、サバア王国、サーサーン朝などに由来する古物を大英博物館の理事会に寄付し、これに対して大英博物館はローリンソンに資金を提供して、レヤードが始めていたアッシリアやバビロンにおける発掘作業を、ローリンソンが継続できるようにした。1851年、ローリンソンはバグダードに戻った。彼の指揮の下、発掘作業は進められて、貴重な結果を得たが、中でも楔形文字の最終的な解読、翻訳に大いに寄与することになった遺物の発見は、特に重要であった。楔形文字の解読におけるローリンソンの最大の功績は、個々の記号が文脈によって何通りもの読み方をするということの発見であった。
1855年、騎乗中の事故を機に、ローリンソンはイングランドへの帰国を早める決心をして、同年中にイギリス東インド会社の職を辞した。帰国したローリンソンは、バス勲章ナイト・コマンダーを受章し、東インド会社のクラウン・ディレクター (crown director) に任じられた。

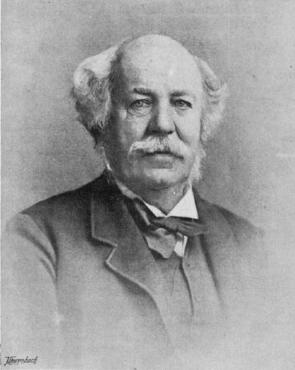
Henry C. Rawlinson - 晩年の肖像画

## 帰国後
以降の40年間の人生において、ローリンソンはおもにロンドンで、政治、外交、科学の各方面で様々な活動を行った。1858年、ローリンソンは最初のインド参事会 (India Council) の一員に任じられたが、翌1859年にはこれを辞任し、特命全権公使 (Envoy Extraordinary and Minister Plenipotentiary) としてペルシアに赴いた。特命全権公使は1年しか務めなかったが、これは赴任先での公的な職位に関する状況について、ローリンソンが不満だったためである。この少し前、1858年2月から9月まで、ローリンソンはライゲイト選挙区 (Reigate) から選出されてイギリス議会庶民院の国会議員を務めていた。1865年から1868年までは、フルーム選挙区 (Frome) から選出されて国会議員に返り咲いた。1868年に再びインド参事会に任じられた後は、死去するまでその任にあった。
ローリンソンはアフガニスタンにおける前進政策の強力な提唱者であり、カンダハールの確保を強く主張した。ローリンソンは、ロシア帝国がコーカンド、ブハラ、ヒヴァを攻撃して併呑すると主張したが、事実これらの地域にはロシアの進出が現実のものとなり、さらにイギリス領インドへの足がかりとして、ペルシア（現在のイラン）やアフガニスタンにも攻め込んでくるだろうと警告した。

## 晩年
ローリンソンは1875年に『England and Russia in the East』を出版して、自身の見解をはっきりと表明した。1876年には大英博物館の理事のひとりとなり、死去するまでその任にあった。1889年にはバス勲章ナイト・グランド・クロスを受章し、1891年には準男爵に叙された。1874年から1875年まで王立地理学会会長、1878年から1881年までベンガル・アジア協会会長をそれぞれ務めた。また、この間、オックスフォード大学、ケンブリッジ大学、エディンバラ大学から名誉博士号を授与された。

## 家族
ローリンソンは1862年9月2日にルイーザ・キャロリン・ハーコート・シーモア (Louisa Caroline Harcourt Seymour) と結婚し、2人の男子、ヘンリー (Henry) とアルフレッド (Alfred) をもうけた。1889年10月31日に、妻に先立たれたローリンソンは、6年後にロンドンで没した。

## おもな著作
ローリンソンが出版した著作には、彼の指揮の下でまとめられ、大英博物館理事会によって1870年から1884年にかけて4巻で刊行された楔形文字の碑文のほか、ベンガル・アジア協会の学術誌に掲載された論文を基に出版された『The Persian Cuneiform Inscription at Behistun』（1846年 – 1851年）と『Outline of the History of Assyria』（1852年）、さらに、『A Commentary on the Cuneiform Inscriptions of Babylon and Assyria』（1850年）、『Notes on the Early History of Babylonia』（1854年）、『England and Russia in the East』（1875年）などがある。このほかにも、様々な学会の出版物に寄稿した小論多数がある。『ブリタニカ百科事典』第9版では、バグダード、ユーフラテス川、クルディスタンの記事を執筆し、その他いくつかの東方についての記事を寄稿した。ローリンソンはまた、律修司祭であった弟のジョージ・ローリンソン (George Rawlinson) が取り組んだヘロドトス『歴史』の翻訳において、編集作業を支援した。

## 関連文献
- Adkins, Lesley. Empires of the Plain: Henry Rawlinson and the Lost Languages of Babylon. London: HarperCollins, 2003 (hardcover, ISBN 0-00-712899-1); 2004 (paperback, ISBN 0-00-712900-9).
- Meyer, Karl Ernest; Brysac, Shareen Blair. Tournament of Shadows: The Great Game And the Race for Empire in Central Asia. New York: Counterpoint, 1999 (hardcover, ISBN 1-58243-028-4); New York: Basic Books, 2006 (paperback, ISBN 1-58243-106-X
- Rawlinson, George. A Memoir of Major-General Sir Henry Creswicke Rawlinson (Elibron Classics). London: Adamant Media Corporation, 2005 (hardcover, ISBN 1-4212-8893-1; paperback, ISBN 1-4021-8331-3).